# Tužebník obecný
Tužebník obecný (Filipendula vulgaris), druh rodu tužebník, je planě rostoucí bylina okolo půl metru vysoká s přízemními listy zdáli připomínající kapradinu a s bohatým květenstvím drobných bílých kvítků.

## Výskyt
Vyjma středomořských ostrovů a vysokého severu je rozšířen po celé Evropě. Dále vyrůstá na Sibiři, v Malé Asii, oblastech okolo Kavkazu a v severozápadní Africe a na Azorských ostrovech. Druhotně byl zavlečen i do Severní Ameriky.
Nepatří, na rozdíl od většiny tužebníků, mezi vlhkomilné rostliny. V České republice roste většinou roztroušeně, hojně vyrůstá místy ve Středních Čechách a na východě Moravy v termofytiku i mezofytiku. Svědčí mu dobře propustná půda, nejlépe s vápnitým podložím a osvětlená stanoviště jako jsou sluncem ozářené stráně, světlé lesní mýtiny a lesní lemy, občas je také k vidění i okolo cest nebo náspů železničních tratí.
Podle "Florabase.cz" se tužebník obecný v ČR vyskytuje:

## Popis
Je to vytrvalá rostlina s přímou, v průřezu oblou lodyhou dorůstající průměrně do výše 30 až 80 cm. Jednoduchá nebo v horní části větvená lysá lodyha vyrůstá z dlouhých kořenových vřetenovitých hlíz. Tmavě zelené listy 10 až 30jařmé vyrůstají v přízemní růžici a pouze 1 až 3 rostou ve spodní části lodyhy. Jsou přetrhovaně lichozpeřené, skládají se z četných lysých střídavě malých a několikanásobně větších lístků. Větší lístky jsou opětovně hluboce rozeklány v postranní pilovité úkrojky a leží v rovině s řapíkem, kdežto malé lístky jsou přirostlé k řapíku šikmo; list takto nabývá kadeřavého vzhledu. Koncový lístek je 3klaný. Palisty jsou podlouhle srdčité.
Oboupohlavné bílé, pravidelné, radiálně symetrické květy o velikosti do 5 mm jsou sestaveny do kružele, květenství (širšího než delšího) které není u u vyšších dvouděložných rostlin běžné. Květ je tvořen 6 trojúhelníkovitě vejčitými kališními lístky dlouhými 6 až 8 mm a taktéž 6 podlouhle obvejčitými korunními lístky 10 až 15 mm dlouhými které jsou uvnitř bílé a hlavně u poupat vně narůžovělé. V květu je dále do dvou kruhů uspořádáno okolo 20 tyčinek s prašníky na dlouhých nitkách a obyčejně 12 semeníků s bliznami. V semenících je nejčastěji po dvou vajíčkách.
Opylování se děje cizím i vlastním pylem. Protože nejdříve dozrávají blizny, jsou tyto opylovány cizím pylem přinášeným hmyzem hledajícím v květu nektar (který tam ovšem není). Později dozrává pyl v prašnících (od vnějšího kruhu ke středu) ale nitky jsou zpočátku vykloněny ven z květu takže nemohou vlastní blizny opylit. Ke konci kvetení se nitky s prašníky sklánějí dovnitř květu až se dotýkají blizen a ty které nebyly opyleny cizím pylem se zúrodní vlastním. Kvete od května, semena dozrávají koncem září.
Plody jsou jednosemenné nezkroucené hustě chlupaté kožovité nažky hnědé barvy dlouhé 3 až 4 mm které při zralosti nepukají. Rostliny se rozmnožují semeny nebo hlíznatými kořeny.

## Využití
Rostlina se dříve používala hlavně jako léčivka. V kořeni jsou anthelmintické látky působící proti parazitickým červům a dále se kořene užívalo k rozpouštění ledvinových kamenů nebo při léčbě epilepsie. Ze sušených květů se vaříval čaj pro pocení. V současnosti se používá občas jako dekorativní trvalka na sušších a výslunných místech nebo jako půdokryvná rostlina při vysazování ve sponu 45 × 45 cm.

## Galerie

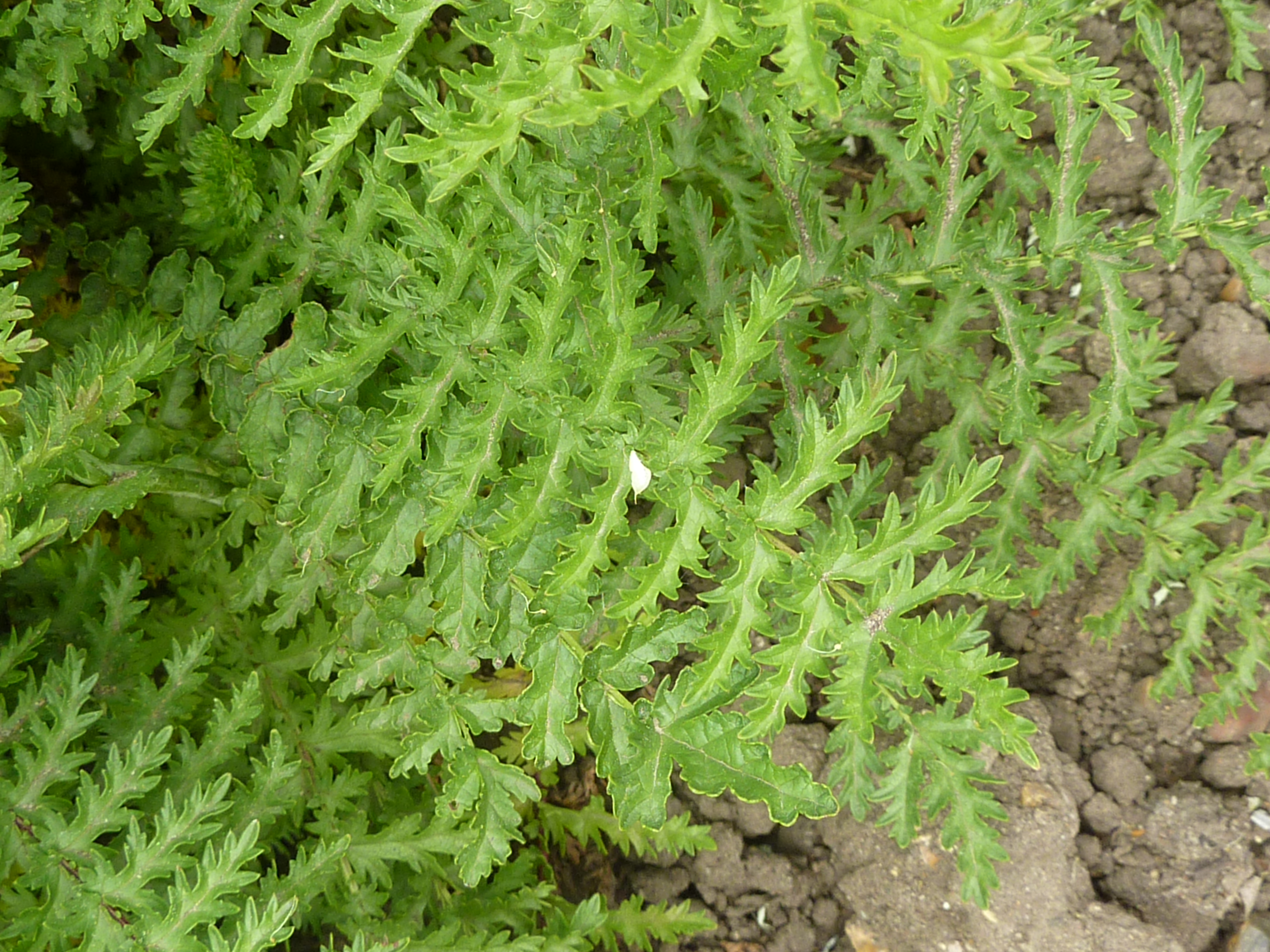
Přízemní listy
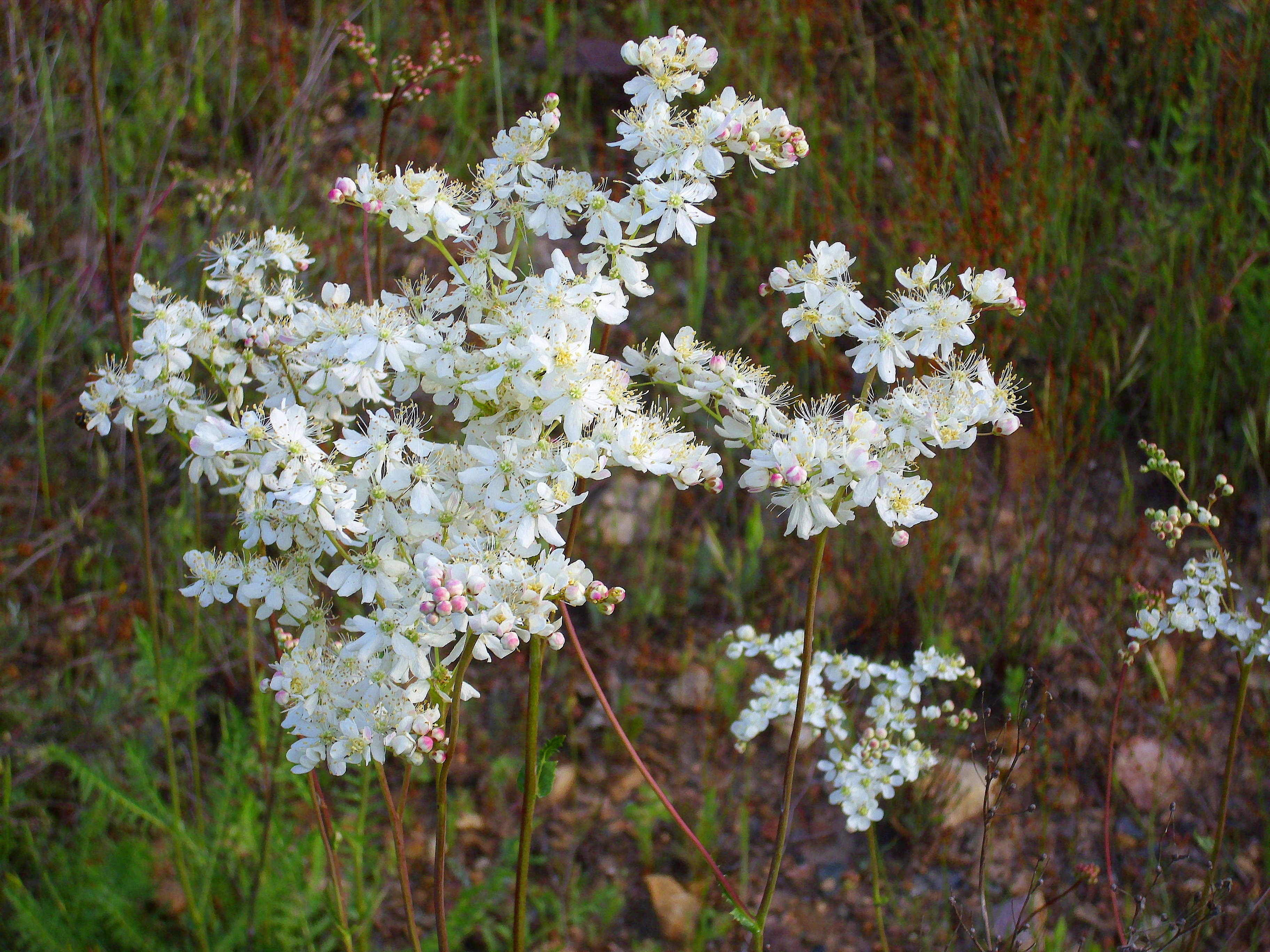
Květenství
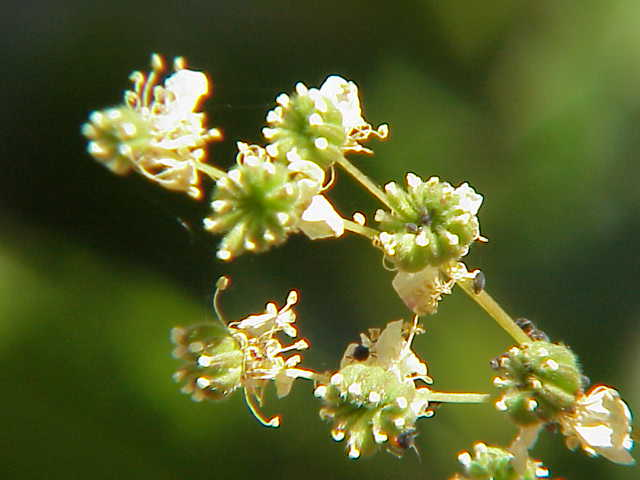
Odkvetlá květenství
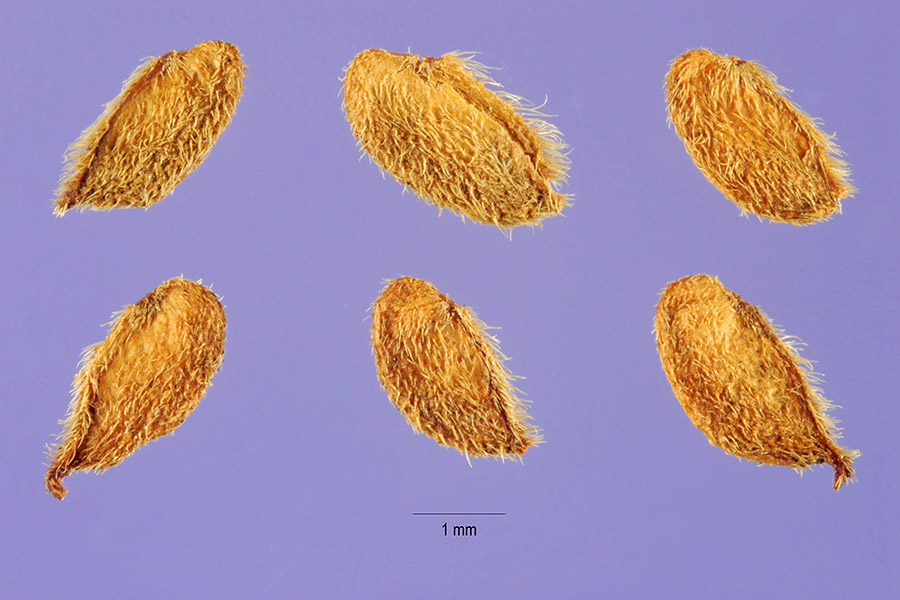
Jednosemenné nažky